# Ellemeet
Ellemeet es una localidad del municipio de Schouwen-Duiveland, en la provincia de Zelanda (Países Bajos). Está situada unos 26 km al oeste de Hellevoetsluis.
El 1 de enero de 1961 pasó a formar parte del municipio de Middenschouwen; hasta entonces tenía el suyo propio.
- Datos: Q3051406
- Multimedia: Ellemeet / Q3051406